# Marco Streit
Pour les articles homonymes, voir Streit.
Marco Streit, né le 7 décembre 1975 à Köniz, est un joueur professionnel suisse de hockey sur glace et italien, qui évolue au poste de gardien de but. Son frère, Flavio Streit, est également gardien de but professionnel.

## Carrière en club
- 1997-1998 SC Langnau Tigers (LNB) et HC Ambrì-Piotta (LNA)
- 1998-1999 Chamonix HC (Élite)
- 1999-2001 Genève-Servette HC (LNB)
- 2001-2004 SC Langnau Tigers (LNA)
- 2004-2009 Rapperswil-Jona Lakers (LNA)
- 2009-2010 Rapperswil-Jona Lakers (LNA) et HC Sierre (LNB)
- 2010-2013 HC Bienne (LNA)